# استرانسیم یدید
استرانسیم یدید (به انگلیسی: Strontium iodide) با فرمول شیمیایی استرانسیمید (anhydrous)SrI۲·۶آب (hexahydrate) یک ترکیب شیمیایی است. که جرم مولی آن 341.43 g/mol (anhydrous) می‌باشد. شکل ظاهری این ترکیب، صفحات بلورین بی‌رنگ است.